# Старая Марковка
Старая Марковка (укр. Стара Марківка) — село, входит в Полесский район Киевской области Украины.
Население по переписи 2001 года составляло 71 человек. Почтовый индекс — 07043. Телефонный код — 4592. Занимает площадь 4 км². Код КОАТУУ — 3223589204.

## Местный совет
Старая Марковка входит в состав Шкневского сельского совета.
Адрес местного совета: 07043, Киевская обл., Полесский р-н, с. Шкнева, ул. Ленина, 1.